# Ferrari 195 Sport Touring Berlinetta Le Mans

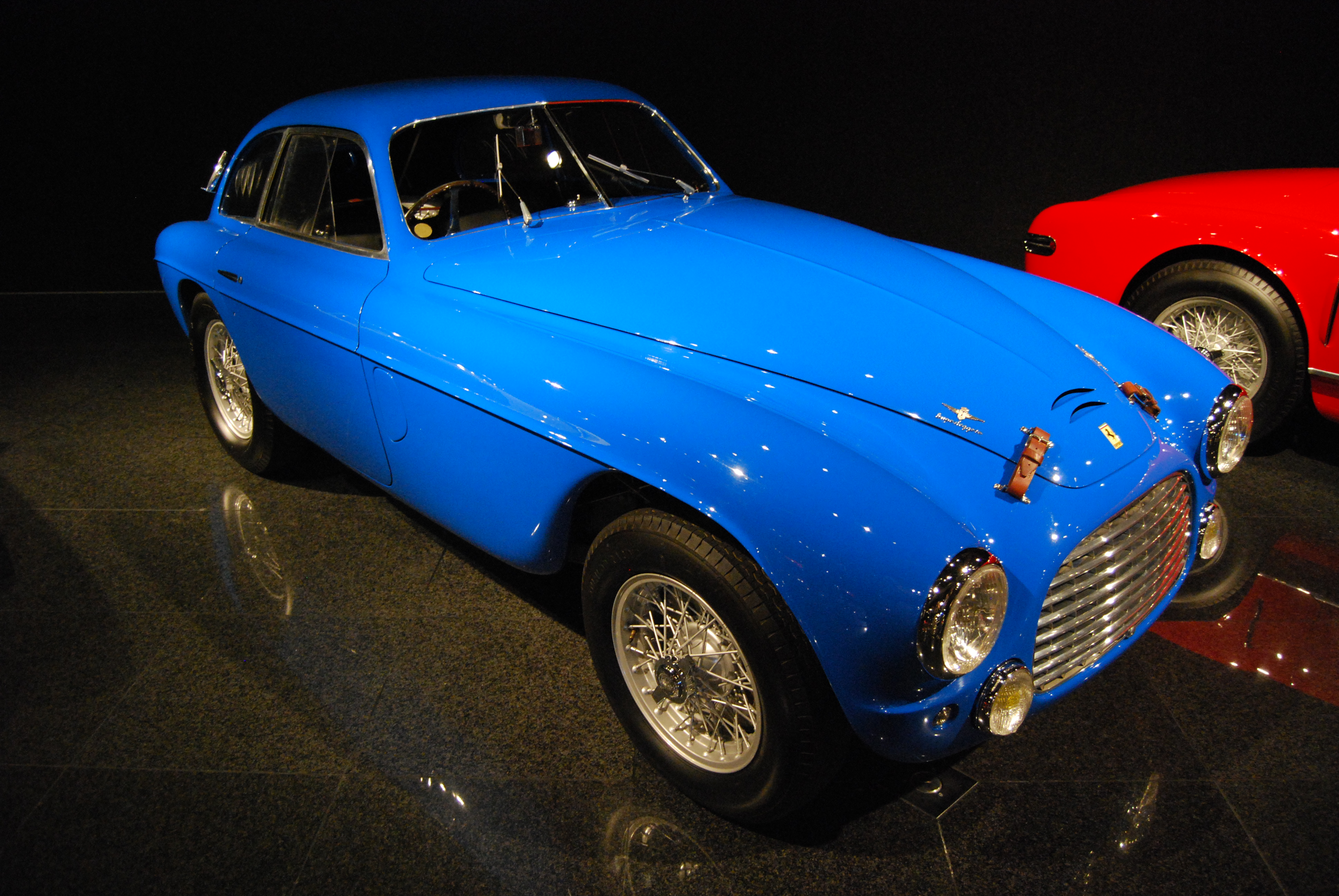
Ferrari 195 Sport Touring

Der Ferrari 195 Sport Touring Berlinetta Le Mans (in manchen Publikationen auch als Ferrari 195S Berlinetta Touring Le Mans bezeichnet) war ein Einzelstück, das anlässlich des Turiner Autosalon 1950 vorgestellt wurde.

## Entwicklungsgeschichte
Aurelio Lampredi hatte den von Gioacchino Colombo entworfenen und im Ferrari 166MM verwendeten V12-Motor inzwischen weiterentwickelt. Durch eine auf 65 mm erweiterte Bohrung wurde der Hubraum auf 2341 cm³ vergrößert. Der Motor leistete 180 PS (132 kW) bei 7000/min und hatte drei Weber-Doppelvergaser. Touring verlieh dem Fahrzeug die für die Carrozzeria typische Form mit langer Motorhaube, runden Kotflügeln und einem kurzen, runden Heck.

## Renngeschichte
Bei der 17. Mille Miglia, die am 22. und 23. April 1950 ausgetragen wurde, fuhr der erst 22-jährige Gianni Marzotto den 195 Sport Touring für die Scuderia. Gianni war der jüngste der Marzotto-Brüder, die alle bei der Mille Miglia am Start waren. Nach einem Drittel der Distanz führte zwar noch Luigi Villoresi auf einer 3,3-Liter-Barchetta das Rennen an, die aber noch vor der Halbzeit in Rom mit einem Kupplungsschaden liegen blieb. Im Ziel in Brescia siegte Marzotto mit dem 195 Sport Touring nach einer Fahrzeit von 13 Stunden und 39 Minuten.
Bei den 24 Stunden von Le Mans fuhren Raymond Sommer und Dorino Serafini den 195 Sport Touring, der in den Startlisten als 195S steht. Sommer führte die ersten Stunden im Rennen, musste nach 82 Runden jedoch mit Motorschaden aufgeben.
Der Wagen hat eine für einen Ferrari untypische metallic-blaue Lackierung und ist heute noch im Originalzustand erhalten.

## Technische Daten
| 195 Sport Touring Berlinetta Le Mans | Baujahr 1950                                                       |
| ------------------------------------ | ------------------------------------------------------------------ |
| Motor:                               | 12-Zylinder-V-Motor                                                |
| Bohrung × Hub:                       | 65 mm × 58,8 mm                                                    |
| Hubraum:                             | 2341 cm³                                                           |
| Verdichtung:                         | 8,5 : 1                                                            |
| Leistung:                            | 132 kW (180 PS) bei 7000 1/min                                     |
| Max. Drehmoment:                     | –                                                                  |
| Kurbelwelle:                         | –                                                                  |
| Zündung:                             | Magnetzündung, 2 Zündverteiler                                     |
| Vergaser:                            | 3 Weber-Doppelvergaser                                             |
| Treibstoff:                          | –                                                                  |
| Tankinhalt:                          | –                                                                  |
| Kühlung:                             | –                                                                  |
| Getriebe:                            | 4 Vorwärtsgänge, 1 Rückwärtsgang,                                  |
| Karosserie:                          | 2-sitzige Berlinetta, Karosserie aus Aluminium                     |
| Aufhängung vorn:                     | Doppelte Dreiecksquerlenker, Querblattfeder                        |
| Aufhängung hinten:                   | Starrachse an halbelliptischen Längsblattfedern, Doppellängslenker |
| Stoßdämpfer:                         | hydraulische Houdaille-Stoßdämpfer vorne und hinten                |
| Bremsen:                             | hydraulisch betätigte Doppel-Duplex-Trommelbremsen rundum          |
| Radstand:                            | 2250 mm                                                            |
| Spur:                                | –                                                                  |
| Außenmaße:                           | –                                                                  |
| Trockengewicht:                      | 900 kg                                                             |
| Höchstgeschwindigkeit:               | ca. 180 km/h                                                       |